# David Rodrigues
David Miguel Costa Rodrigues, (n. 10 de julho de 1991 (33 anos), Guarda), é um ciclista português, membro da equipa RP-Boavista.

## Biografia
Foi o melhor jovem da Volta a Portugal de 2014, David Rodrigues passou a profissional em 2015 no seio da equipa continental Rádio Popular-Boavista. Fez os seus começos baixo as suas novas cores ao mês de fevereiro durante a Volta ao Algarve. Durante a temporada de 2016, realizou as suas principais prestações no mês de maio quando se classificou 5.º na Volta às Astúrias depois 11.º na Volta da comunidade de Madri.

## Palmarés
- 2012
  - 1.ª etapa do Volta a Portugal do Futuro
- 2013
  - 1.ª etapa do Volta à Corunha
  - 2.º do Volta a Portugal do Futuro
- 2017
  - Grande Prêmio de Mortágua
- 2018
  - Copa de Portugal
  - 5.º etapa do Grande Prêmio Abimota